# ミョーサ湖
ミョーサ湖（ミョーサこ、Mjøsa, ミエーサ湖とも）は、ノルウェーで最も大きい湖である。ノルウェーの南部、オスロから100kmほど北に位置している。ローゲン川の支流が北側から流れ込み、ヴォルマ川の支流が南側より流れ出している。
南はエイドスヴォルから北はリレハンメルまで117kmにわたっており、ハーマルの近くで幅は最大15kmになる。面積は362km2、貯水量は56km3である。通常時の水面は海抜121mの高さにあり、深さは最も深いところで449mである。周長は273kmあり、そのうちの約30%に堤防が築かれている。ヴォルマ川の堤防は、1858年・1911年・1947年・1965年に工事が行われ、合計で約3.6mの高さに達している。過去200年間に20回の洪水があり、水面は7m上昇している。これらの洪水は何度かハーマルの街を浸水させた。
湖岸には、ハーマル、イェーヴィク、リレハンメルなどの町がある。PS Skibladnerと呼ばれる汽船とレジャー用の小さいボートを除いて、水上の交通手段は確立されていない。東岸にはオスロからトロンハイムへ向かう鉄道があり、ハーマル、リレハンメルにも停車する。沿岸の大部分は農業地帯となっており、それらの一部はノルウェーでも有数の肥沃な地域として知られている。
湖の中で最も大きい島はヘルゲヤ島である。ハーゲンの町並みに隣接するスヴァルト川とフラクスタッド川の河口であるオーケルスヴィカという入り江には干潟、湿潤草地、ハンノキ属とヤナギ属の低木林などがあり、1974年にラムサール条約登録地となった。一帯にはコザクラバシガンが生息している。

## 脚注

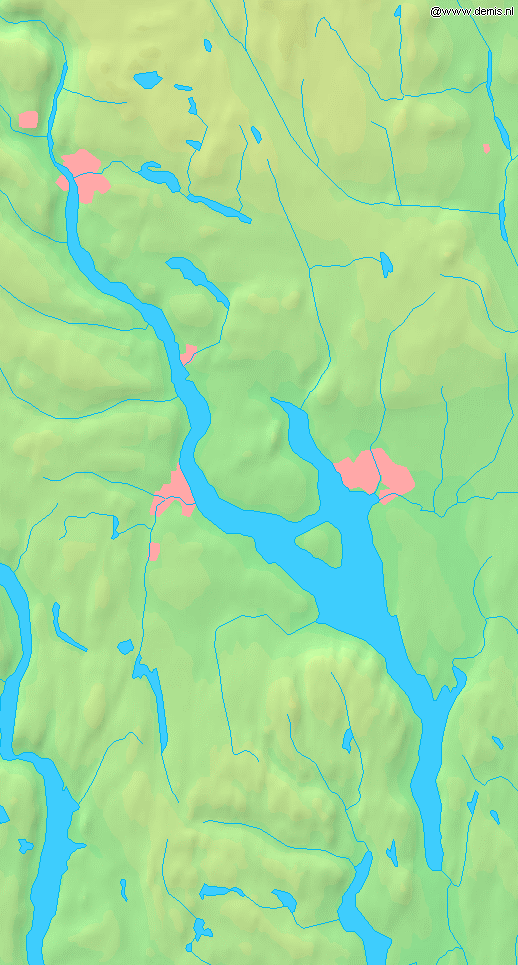
ミョーサ湖とリレハンメル（北）、ハーマル（東）、イェーヴィク（西）の位置